# Sean Sabetkar
Sean Behnam Sabetkar (persisch شان بهنام ثابتکار; * 28. April 1995 in Sollentuna) ist ein schwedisch-iranischer Fußballspieler.

## Karriere
Sean Behnam Sabetkar erlernte das Fußballspielen in den schwedischen Jugendmannschaften von AIK Solna, Bollstanäs SK und Vasalunds IF. Seinen ersten Vertrag unterschrieb er im Januar 2015 beim Karlbergs BK. Mit dem Klub spielte er in der fünften- und vierten Liga. Im Januar 2017 wechselte er zum Drittligisten Sollentuna FK. Für den Verein aus der Gemeinde Sollentuna absolvierte er 55 Drittligaspiele. Der Västerås SK, ein Zweitligist nahm ihn im Januar 2019 für zwei Jahre unter Vertrag. Für den Verein aus Västerås stand er 53-mal in der zweiten Liga auf dem Spielfeld. Im März 2021 wechselte er in die erste Liga, wo er in Degerfors einen Vertrag beim Degerfors IF unterschrieb. Nach 46 Erstligaspielen zog es ihn im Sommer 2023 nach Asien. Hier unterschrieb er in Thailand einen Vertrag beim Erstligisten PT Prachuap FC. Nach sieben Erstligaspielen wurde sein Vertrag nach der Hinrunde im Januar 2024 nicht verlängert. Im Februar 2024 kehrte er nach Schweden zurück. Hier nahm ihn der Erstligist Vasalunds IF aus Solna unter Vertrag. Bis Mitte Mai 2024 bestritt er sieben Erstligaspiele.